# Tulludden
Tulludden (finska: Tulliniemi) är den sydligaste delen på halvön Hangö udd i sydvästra Finland. Den är känd som Finlands sydligaste fastlandspunkt. Tulludden är belägen i regionen Västnyland, närmare bestämt inom Hangö stad. Den ligger cirka 127 km väster om huvudstaden Helsingfors.
Terrängen är uppbyggt av både sandmorän och klippor. Tulludden omges på respektive sidor av fjärdarna Hangö västra fjärd (fi. Hangon läntinen selkä) och Hangö östra fjärd (fi. Hangon itäinen selkä).
Havsklimat råder på området. Årsmedeltemperaturen är +4,7 °C.
På grund av att Hangö hamn har omfattande verksamhet på Tulludden var det mycket länge förbjudet för allmänheten att vistas där. Då Hangö hamn 2014 byggde ett stängsel runt hela hamnområdet hävdes förbudet, och allmänheten fick därefter tillträde till övriga delen av Tulludden. Ett villkor var dock att allmänheten höll sig till markerade stigar.
På Tulludden finns två naturskyddsområden, som är ett paradis för rastande flyttfåglar. Inom Uddskatans naturreservat finns Hangö fågelstation. På Tulludden finns också Hangö sjöbevakningsstation och Hangö lotsstation. En mängd kulturhistoriska lämningar på området vittnar om gångna generationers verksamhet. Förutom två textilbad finns där också sedan 2014 ett officiellt nakenbad. 